# حنان (مغنية)
حنان (13 أغسطس 1964 -)، مغنية مصرية.

## مشوارها الفني
حصلت على الثانوية العامة ثم التحقت بمعهد الموسيقى العربية وتخرجت فيه بعام 1987.
بدأت مشوارها الفني وهي صغيرة إلى حد ما.. حيث التحقت وهي طالبة بالصف الأول الثانوي بفرقة «أم كلثوم».. وهي من أعرق الفرق الفنية في مصر والعالم العربي، وكانت لا تقبل إلاَّ المواهب المتميزة جداً، ثم اكتشفها الفنان عمار الشريعي، وألحقها بفرقته الموسيقية، التي تطورت فيما بعد، فيما عرف في الوسط الفني بفريق «الأصدقاء» الذي كان يتكون من «منى عبد الغني وحنان وعلاء عبد الخالق».
كانت تشترك في الحفلات العامة مع فرقة أم كلثوم كأداء تراثي، ومع الأستاذ عمار الشريعي (فرقة الأصدقاء) قدمت ثلاثة ألبومات لاقت شهرة واسعة جداً، وبدأت بعدها الآفاق العالمية تفتح أمامها، فقدمت حفلات وجولات غنائية في فرنسا وبريطانيا وأمريكا والبلاد العربية مرات كثيرة..
تعاونت مع الفنان حميد الشاعري وحققت معه نجاحآ هائلآ في ألبوم «البسمة» واستمر تعاونهما في ألبومات «رايقه» و «تستاهل» و «بحبك» حيث قام حميد الشاعري بالتوزيع الموسيقي الكامل لهذه الألبومات ولحن الكثير من أغانيها
```
كان مقرراً أن تكون مطربة عالمية «للبوب»، وكانت إحدى أشهر مطرباته، حيث حصلت على جائزة أفضل مطربة في العالم العربي من 
فرنسا
 لهذا النموذج الغنائي المتطور، كما سعت إليها شركة المطرب «
مايكل جاكسون
».. لتحترف غناء البوب ضمن شركته، وتقيم بصفة نهائية في أمريكا
[
بحاجة لمصدر
]
.
[
5
]
 ومن قبل ذلك كان مشوارها الفني مع فرقة أم كلثوم وفرقة عمار الشريعي.
```

وفي عام 1997 كان قرار اعتزالها الفن.

## أعمالها الفنية
| - حلوة إنتاج سنة (1987) - بنوته إنتاج سنة (1988) - البسمه إنتاج سنة (1989) - رايقه إنتاج سنة (1991) - تستاهل إنتاج سنة (1992) - بحبك إنتاج سنة (1993) - غني إنتاج سنة (1994) - انا قد كلامي إنتاج سنه (1996) | - مطلوب موظف - حنغني - قول يا باسط - خارج المنافسة - الحدود | - لو تأمر:1994 - فيديو كليب - بحبك:1993 - فيديو كليب - اللعبة المجنونة - 1991 - مسلسل - (مطربة الحفل التنكري) - وتدور الدوائر:1989 - مسلسل - البسمة: 1989 - فيديو كليب |